# Walid Atta
Walid Atta (in arabo وليد عطا‎?; Riyad, 28 agosto 1986) è un calciatore svedese naturalizzato etiope, difensore del FC Väsby Akademiska.

## Carriera

### Club
Dopo aver trascorso due stagioni in seconda divisione svedese, rispettivamente con il Gunnilse e con il Väsby United, viene acquistato dall'AIK. Ha fatto il suo debutto per la sua nuova squadra il 10 aprile 2008 contro il GIF Sundsvall, giocando come terzino destro.
Nell'estate del 2010, quando gli fu fatta l'offerta del prolungamento del suo contratto, la rifiutò turbando molto il presidente del club. Atta affermò di voler aspettare offerte da squadre al di fuori della Svezia. Questo avvenimento portò sgomento tra i tifosi dell'AIK, tanto che alcuni sostenitori della squadra di Solna chiesero al consiglio direttivo di renderlo svincolato fino a quando non firmava un nuovo contratto con il club. La direzione della squadra accettò le richieste dei sostenitori e Atta, quindi, rimase svincolato fino alla fine dell'estate del 2010.
Dopo aver trascorso una stagione nella Lokomotiva Zagabria, si trasferisce alla Dinamo Zagabria, firmando un contratto quinquennale senza però giocare alcuna partita di campionato. Successivamente torna in Svezia firmando con l'Helsingborg per due anni, al termine dei quali si è nuovamente svincolato, passando questa volta all'Häcken.
Il 22 aprile 2015 viene ufficializzato il suo accordo con il Gençlerbirliği, al quale si trasferisce a partire dal 1º luglio di quell'anno insieme ad altri due giocatori del campionato svedese. Alla fine del mese di dicembre, mentre il club esonerava il quinto allenatore stagionale, Atta lascia il club con sole quattro presenze all'attivo, tutte collezionate a inizio campionato.
Nel febbraio 2016 si accorda con l'Östersund, squadra svedese alla prima apparizione nella massima serie. Nel 2017 si divide tra l'Arabia Saudita e la Norvegia, ma nel paese scandinavo gioca solo una partita di Coppa di Norvegia.
Successivamente aveva pensato al ritiro, ma nel febbraio 2019 è stato tesserato dall'Hittarps IK nella quarta serie svedese. Nel mese di giugno, il club ha reso nota la rescissione con il giocatore che è tornato a Stoccolma. Nell'arco della stessa settimana, è stato ufficializzato dal FoC Farsta, squadra di quinta serie con sede nella periferia stoccolmese.

### Nazionale
Nel 2008 venne convocato nella Nazionale svedese Under-21. Fece il suo debutto in un'amichevole contro l'Ucraina il 5 febbraio 2008, nel campo neutro di Alcanena, in Portogallo.

## Statistiche

### Presenze e reti nei club
Statistiche aggiornate al 6 luglio 2017.
| Stagione           | Club               | Campionato         | Campionato | Campionato | Coppe nazionali | Coppe nazionali | Coppe nazionali | Coppe continentali | Coppe continentali | Coppe continentali | Supercoppe | Supercoppe | Supercoppe | Totale | Totale |
| Stagione           | Club               | Comp               | Pres       | Reti       | Comp            | Pres            | Reti            | Comp               | Pres               | Reti               | Comp       | Pres       | Reti       | Pres   | Reti   |
| ------------------ | ------------------ | ------------------ | ---------- | ---------- | --------------- | --------------- | --------------- | ------------------ | ------------------ | ------------------ | ---------- | ---------- | ---------- | ------ | ------ |
| gen.-giu. 2011     | Lok. Zagabria      | 1.HNL              | 8          | 0          | CC              | -               | -               | -                  | -                  | -                  | -          | -          | -          | 8      | 0      |
| 2011-feb. 2012     | Dinamo Zagabria    | 1.HNL              | 0          | 0          | CC              | 0               | 0               | UCL                | 0                  | 0                  | -          | -          | -          | 0      | 0      |
| 2012               | Helsingborg        | A                  | 18         | 5          | CS              | 1               | 0               | UCL+UEL            | 6+3                | 1+0                | SS         | 1          | 0          | 29     | 6      |
| 2013               | Helsingborg        | A                  | 13         | 1          | CS              | 0               | 0               | -                  | -                  | -                  | -          | -          | -          | 13     | 1      |
| Totale Helsingborg | Totale Helsingborg | Totale Helsingborg | 31         | 6          |                 | 1               | 0               |                    | 9                  | 1                  |            | 1          | 0          | 42     | 7      |
| 2014               | Häcken             | A                  | 26         | 0          | CS              | 0               | 0               | -                  | -                  | -                  | -          | -          | -          | 26     | 0      |
| 2015               | Häcken             | A                  | 0          | 0          | CS              | 3               | 0               | -                  | -                  | -                  | -          | -          | -          | 3      | 0      |
| Totale Häcken      | Totale Häcken      | Totale Häcken      | 26         | 0          |                 | 3               | 0               |                    | -                  | -                  |            | -          | -          | 29     | 0      |
| lug.-dic. 2015     | Gençlerbirliği     | SL                 | 4          | 0          | CT              | 0               | 0               | -                  | -                  | -                  | -          | -          | -          | 4      | 0      |
| 2016               | Östersund          | A                  | 20         | 2          | CS              | 1               | 0               | -                  | -                  | -                  | -          | -          | -          | 21     | 2      |
| mar.-giu. 2017     | Sogndal            | ES                 | 0          | 0          | CN              | 1               | 0               | -                  | -                  | -                  | -          | -          | -          | 1      | 0      |
| Totale             | Totale             | Totale             | ?          | ?          |                 | ?               | ?               |                    | ?                  | ?                  |            | -          | -          | ?      | ?      |

### Cronologia presenze e reti in Nazionale
| Cronologia completa delle presenze e delle reti in nazionale ― Etiopia | Cronologia completa delle presenze e delle reti in nazionale ― Etiopia | Cronologia completa delle presenze e delle reti in nazionale ― Etiopia | Cronologia completa delle presenze e delle reti in nazionale ― Etiopia | Cronologia completa delle presenze e delle reti in nazionale ― Etiopia | Cronologia completa delle presenze e delle reti in nazionale ― Etiopia | Cronologia completa delle presenze e delle reti in nazionale ― Etiopia | Cronologia completa delle presenze e delle reti in nazionale ― Etiopia |
| Data                                                                   | Città                                                                  | In casa                                                                | Risultato                                                              | Ospiti                                                                 | Competizione                                                           | Reti                                                                   | Note                                                                   |
| ---------------------------------------------------------------------- | ---------------------------------------------------------------------- | ---------------------------------------------------------------------- | ---------------------------------------------------------------------- | ---------------------------------------------------------------------- | ---------------------------------------------------------------------- | ---------------------------------------------------------------------- | ---------------------------------------------------------------------- |
| 11-10-2014                                                             | Addis Abeba                                                            | Etiopia                                                                | 0 – 2                                                                  | Mali                                                                   | Campionato delle Nazioni Africane 2015                                 | -                                                                      |                                                                        |
| 15-10-2014                                                             | Bamako                                                                 | Mali                                                                   | 2 – 3                                                                  | Etiopia                                                                | Campionato delle Nazioni Africane 2015                                 | -                                                                      |                                                                        |
| 9-11-2014                                                              | Kampala                                                                | Uganda                                                                 | 3 – 0                                                                  | Etiopia                                                                | Amichevole                                                             | -                                                                      |                                                                        |
| 15-11-2014                                                             | Blida                                                                  | Algeria                                                                | 3 – 1                                                                  | Etiopia                                                                | Campionato delle Nazioni Africane 2015                                 | -                                                                      |                                                                        |
| 5-9-2015                                                               | Victoria                                                               | Seychelles                                                             | 1 – 1                                                                  | Etiopia                                                                | Campionato delle Nazioni Africane 2015                                 | -                                                                      |                                                                        |
| 17-11-2015                                                             | Brazzaville                                                            | Rep. del Congo                                                         | 2 – 1                                                                  | Etiopia                                                                | Qual. Mondiali 2018                                                    | -                                                                      |                                                                        |
| Totale                                                                 |                                                                        | Presenze                                                               | 6                                                                      |                                                                        | Reti                                                                   | 0                                                                      |                                                                        |

## Palmarès
- Allsvenskan: 1

AIK: 2009
- Coppa di Svezia: 1

AIK: 2009
- Supercoppa di Svezia: 2

AIK: 2010
Helsingborg: 2012